# Valentin Haüy
Valentin Haüy (Saint-Just-en-Chaussée, Picardía, 13 de noviembre de 1745-París, Isla de Francia, 19 de marzo de 1822) fue uno de los primeros en interesarse en la integración sociocultural de los invidentes. Fundó en París la primera escuela para personas ciegas, germen del "Institut national des jeunes aveugles" (Instituto nacional de jóvenes ciegos). Puso a punto los primeros materiales de lectura para personas ciegas y se dedicó a promover su inserción en el trabajo. Era hermano del célebre mineralogista René Just Haüy.

## Biografía

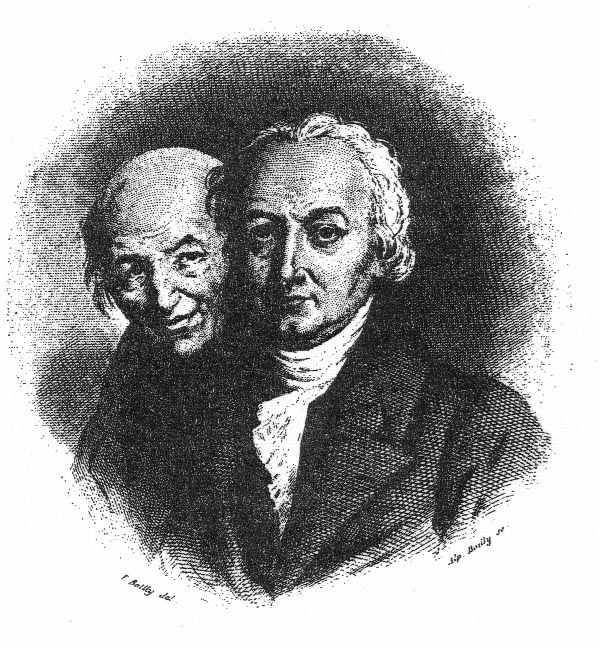
Hermanos Haüy, (Valentin en primer término). Grabado por Alphonse Boilly, según pintura de Julien Boilly.

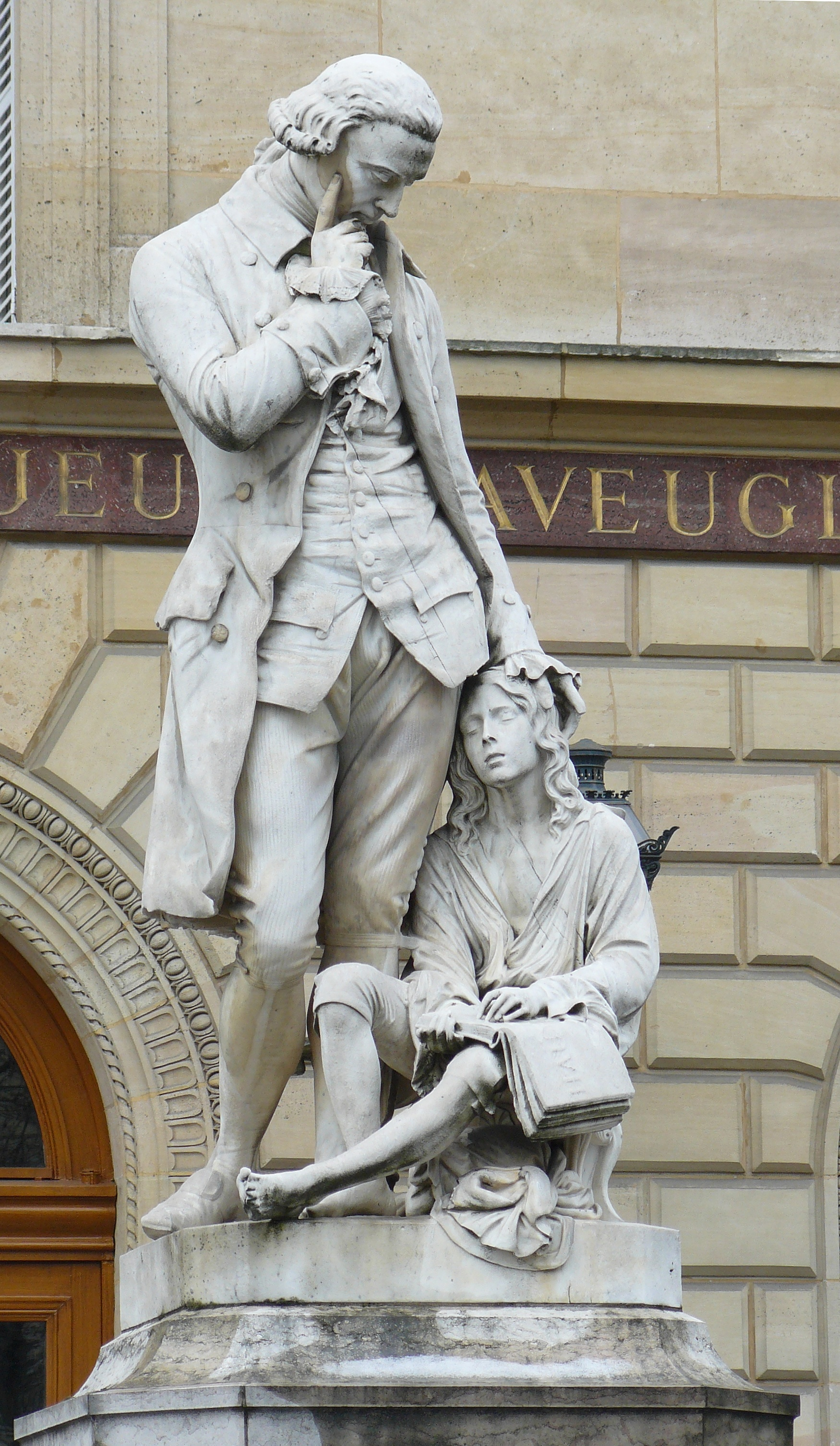
Estatua dedicada a Haüy en el Instituto de jóvenes ciegos

Valentin Haüy nació el 13 de noviembre de 1745 en una modesta familia de tejedores de Saint-Just-en-Chaussée (Picardía).
Cursó estudios clásicos en París, donde adquirió el dominio del latín, del griego, del hebreo, y de una decena de lenguas vivas. Se ganó la vida desde entonces traduciendo documentos oficiales, notariales, comerciales o privados. Miembro y profesor del "Bureau académique d'écriture" (Oficina académica de escritura) en 1781, trabajó para el rey desde 1783 como intérprete de español, italiano y portugués. En 1786 recibió el título de Intérprete del Rey, del Almirantazgo y del Consistorio. Era miembro del "Bureau des Écritures" (Oficina de las Escrituras).
En 1771, presenció una representación interpretada por niños ciegos con ocasión de la Feria de San Ovidio en la plaza de la Concordia de París (por entonces, plaza Luis XV). Quedó tan dolido por la actitud burlona del público que decidió fundar una escuela, como había hecho el abad de l'Épée para los sordomudos.
En mayo de 1784, bajo el porche de la iglesia de Saint-Germain-des-Prés, encontró a un joven mendigo, Francois Lesueur, a quien dio una limosna. El joven le hizo notar que había tenido que equivocarse, pues le había dado una moneda demasiado valiosa. Fue su primer alumno.
Su gran idea fue el modo de hacer leer a las personas ciegas mediante caracteres especiales: usando las letras del alfabeto latino normal (pero con un tamaño muy superior) grabadas en relieve en hojas de papel grueso. Con este método de letras en relieve, Lesueur aprendió a leer, compuso frases, y dominaba los rudimentos de la ortografía y las cuatro operaciones básicas del cálculo. Hizo rápidos progresos, y Haüy hizo público el éxito de su tarea desde septiembre de 1784, en el "Journal de Paris", recibiendo el reconocimiento de la Academia de las ciencias.
En 1783, una sociedad filantrópica había abierto un taller de hilaturas para una docena de personas ciegas de los que se había hecho cargo; y confió la instrucción de sus protegidos a Valentin Haüy. En 1786 se fundó la "Institution des Enfants Aveugles" (Institución de Niños Ciegos). Su objetivo era la de instruir a los alumnos y enseñarles algún trabajo manual: hilatura, impresión tipográfica... Como confirmación definitiva, el 26 de diciembre de 1786 Valentin Haüy presentó ante la corte de Versalles a los veinticuatro pensionistas con los que contaba entonces la institución.
Bajo la Revolución, la institución pasó a ser responsabilidad del nuevo Estado. El 28 de septiembre de 1791 la institución se transformó en el "Institut national des aveugles travailleurs" (Instituto nacional de los ciegos trabajadores), siendo instalado primero en el antiguo convento de los Celestinos, en la sección del Arsenal, y después, en el año III de la Revolución, en el antiguo convento de las religiosas de Sainte-Catherine, calle Denis, en la sección de las Lombards. Valentin Haüy participó activamente en la vida política de su tiempo, y conoció horas difíciles bajo el Consulado. Personalidad de la sección del arsenal durante la Revolución, asoció los alumnos y la orquesta de la escuela a las fiestas cívicas y fue sucesivamente secretario de la asamblea primaria durante las elecciones de 1792, comisario civil y después comisario revolucionario.
Fue arrestado durante el tercer año de la revolución, acusado de terrorismo por el Comité de seguridad general.
Liberado el 19 de fructidor, fue miembro del club del Panthéon bajo el Directorio. Fue uno de los fundadores del culto denominado teofilantrópico. Elector en el año VI, fue miembro del círculo constitucional del 6.º distrito de París, cuya junta se reunía en el Instituto de los ciegos. Bajo el Consulado, fue señalado de nuevo como «terrorista». En la misma época, se retiró de la dirección efectiva del instituto, agregado al hospicio de los "Quinze-Vingts", y tuvo que dimitir en 1802.

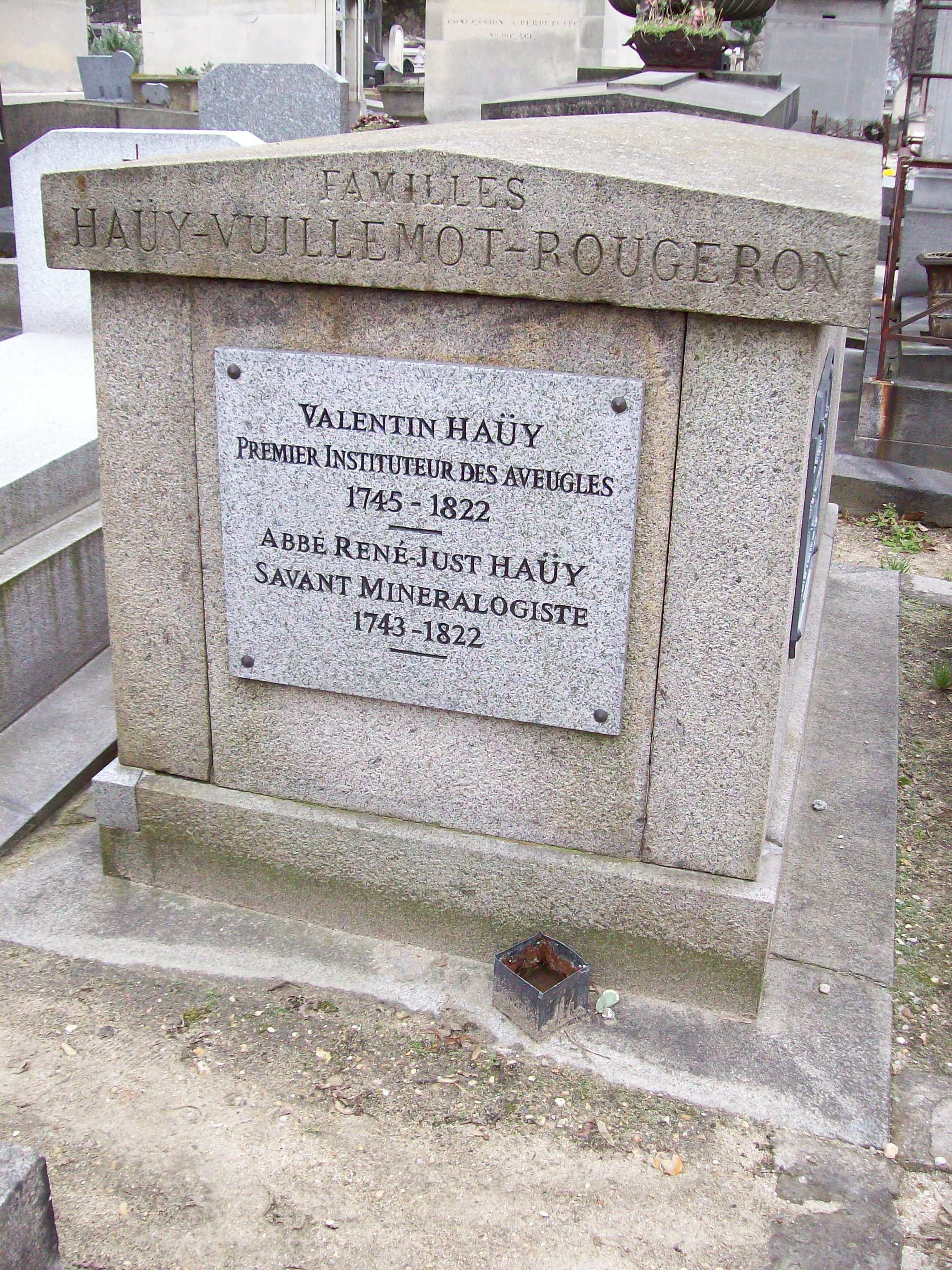
Sepultura de Valentin Haüy y de su hermano, el abad René-Just Haüy.

Convocado por el zar Alejandro I, se trasladó a San Petersburgo en septiembre de 1806 con el fin de fundar una escuela que tenía que dirigir durante once años.
Once años después, en 1817, regresó a París, donde su labor había sido casi olvidada, conociendo nuevas decepciones. Algunos meses antes de su muerte, recibió autorización para visitar la institución que había fundado, y que llevaba por entonces el nombre de "Institution royale des Jeunes Aveugles" (Institución real de Jóvenes Ciegos). El 21 de agosto de 1821 se organizó una ceremonia solemne en su honor.
Gravemente enfermo, ya no abandonaría de nuevo el domicilio que compartía en el Museo con su hermano el abad René-Just Haüy. Falleció el 19 de marzo de 1822. Está enterrado en el Cementerio del Père-Lachaise de París, en compañía de su hermano.
Muy influido por los filósofos del siglo XVIII, fue uno de los fundadores del culto revolucionario de la Teofilantropía.

## Publicaciones
- Essai sur l'éducation des aveugles, 1786.

## Reconocimientos

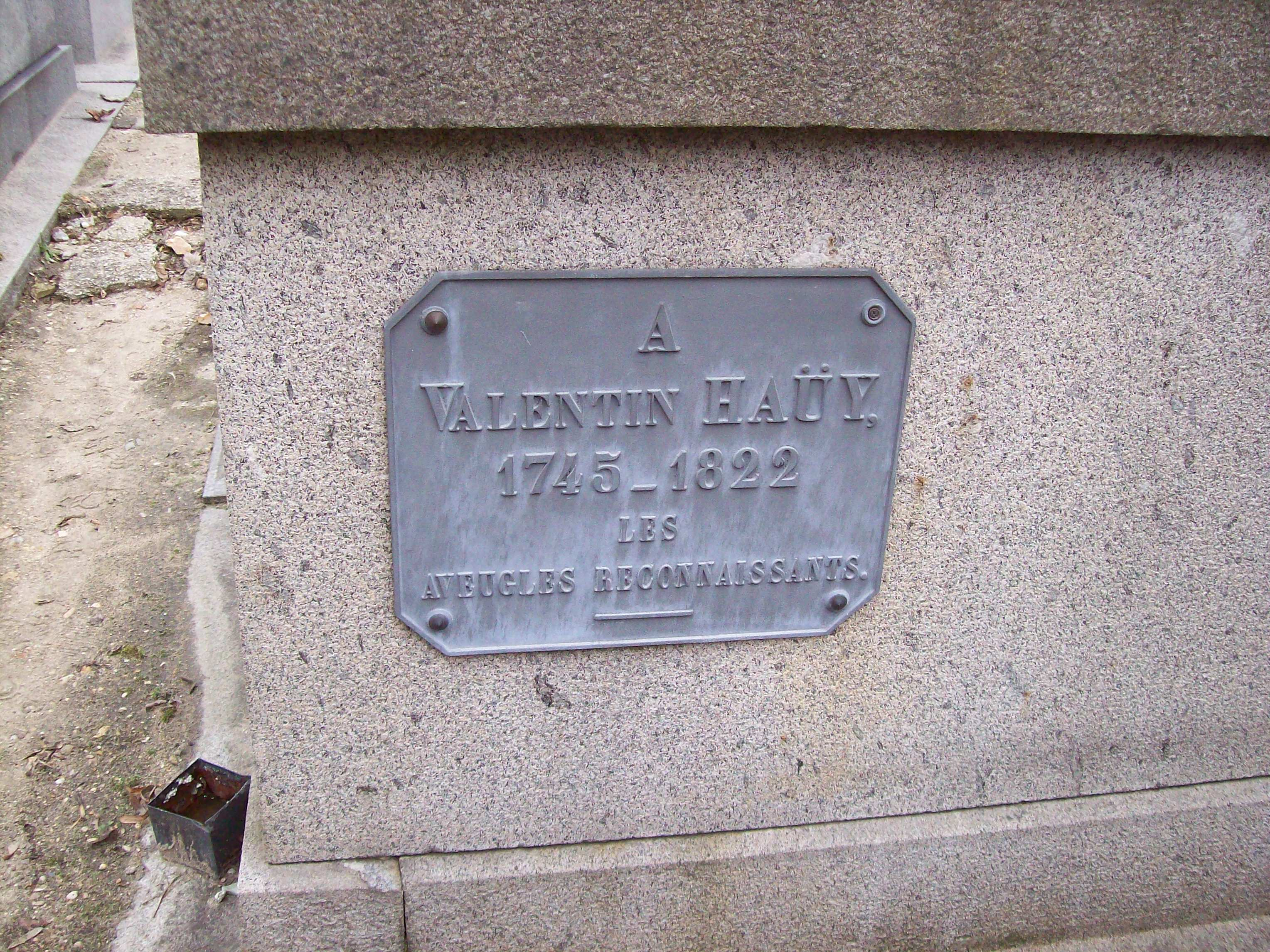
Placa fijada sobre la sepultura de Valentin Haüy, en el Cementerio del Père-Lachaise.

- Una escuela primaria y un bulevar de su ciudad natal, Saint-Just-en-Chaussée, llevan su nombre.
- En esta misma ciudad, hay una estatua dedicada a los hermanos Haüy.
- Una placa fijada sobre su sepultura en el Cementerio del Père-Lachaise de París, contiene una mención de reconocimiento de los invidentes: "A Valentin Haüy 1745-1822 Les Aveugles Reconnaissants".
- Cuando, en 1889, Maurice de La Sizeranne crea una asociación con el propósito de ayudar a ciegos y deficientes visuales, eligió el nombre de "Association Valentin Haüy".
- En 2012, se creó una fundación al servicio de los ciegos y de los deficientes visuales con el nombre de "Valentin Haüy Foundation".[2]
- Una calle de París lleva su nombre en el 15.º distrito: la calle de Valentin-Haüy.
- Así mismo, otra calle lleva su nombre en Villeurbanne, así como en Burdeos, Poitiers y Amiens.

## Museo
- Musée Valentin-Haüy : voir du bout des doigts. 5, rue Duroc, 75007 Paris. Métro: Duroc

(acceso libre, abierto martes y miércoles de 14 h 30 a 17 h)

## Fuente parcial
- Raymonde Monnier, « Haüy Valentin », Albert Soboul (dir.), Dictionnaire historique de la Révolution française, Paris, Presses universitaires de France, 1989 (rééd. Quadrige, 2005, p. 536)